# Heteropterys fluminensis
Heteropterys fluminensis är en tvåhjärtbladig växtart som först beskrevs av August Heinrich Rudolf Grisebach, och fick sitt nu gällande namn av W.R. Anderson. Heteropterys fluminensis ingår i släktet Heteropterys och familjen Malpighiaceae. Inga underarter finns listade i Catalogue of Life.